# بجزي (فلم)
بجزي  (بالإنجليزية: Bugsy) هو فيلم جريمة تم إنتاجه في الولايات المتحدة وصدر في سنة 1991.

## بطولة
- وارن بيتي
- آنيت بنينغ
- هارفي كيتل
- بن كينغسلي
- إليوت غولد

## الميزانية والإيرادات
بلغت تكلفة إنتاج الفيلم حوالي 30 مليون دولار بينما حقق أرباحا تقدر بـ 49,114,016 دولار.

### ترشيحات وجوائز
| السنة | الحدث  | الفئة     | النتيجة |
| ----- | ------ | --------- | ------- |
|       | أوسكار | أفضل فيلم | ترشـيـح |

## روابط خارجية
- مقالات تستعمل روابط فنية بلا صلة مع ويكي بيانات